# Manuel Elkin Patarroyo
Manuel Elkin Patarroyo Murillo (Ataco, 3 de novembro de 1946 – 9 de janeiro de 2025) foi um médico colombiano mundialmente reconhecido pelo desenvolvimento de uma vacina sintética contra a malária, uma doença transmitida pelo mosquito Anopheles gambiae. Esta vacina, cujos primeiros resultados em humanos foram publicados na revista Nature em 13 de agosto de 1987, mostrou uma eficácia entre 30-60% no ser humano. Acredita-se que ela poderia ajudar a evitar a ação destruidora da malária evitando o óbito de um milhão de habitantes em diversos países considerando que 3 milhões de pessoas morrem anualmente devido à malária. Em 1994 ganhou o Prémio Príncipe das Astúrias como reconhecimento de seu estudos sobre a malária. Em 1999 a OMS testou a vacina na Gâmbia, Tanzânia e Tailândia, com resultados parcialmente efetivos. Coordenou o desenvolvimento de uma vacina com uma eficácia maior para a malária.

## Biografia
Patarroyo estudou medicina no Universidade Nacional da Colômbia. Recebeu bolsa de estudo na Universidade de Yale.
Trabalhou no melhoramento da vacina contra a malária no Instituto Nacional de Imunologia do Hospital San Juan de Dios em Bogotá, Colômbia. Devido à falta de verbas governamentais para o hospital passou a desenvolver a vacina em laboratório próprio.
Patarroyo morreu em 9 de janeiro de 2025, aos 78 anos.

## Controvérsias
A vacina desenvolvida por Patarroyo é cercada de algumas controvérsias: apesar seus resultados parciais de eficácia, cientistas norte-americanos concluíram que a vacina não era viável e seu uso deveria ser descontinuado. Patarroyo acusou "arrogância" na orientação desses cientistas porque a vacina foi elaborada num país em desenvolvimento.